# David Deroo
David Deroo (* 11. März 1985 in Roubaix) ist ein ehemaliger französischer Straßenradrennfahrer.

## Sportliche Laufbahn
David Deroo gewann 2006 eine Etappe bei Ruban Granitier Breton. Außerdem wurde er Etappendritter beim Circuit des Ardennes. Gegen Ende der Saison fuhr er bei dem niederländischen Professional Continental Team Skil-Shimano als Stagiaire und fuhr für diese Mannschaft bis Ende der Saison 2010.

## Erfolge
2006
- eine Etappe Ruban Granitier Breton